# Puntius jayarami
Puntius jayarami és una espècie de peix cipriniforme de la família dels ciprínids.

## Morfologia
Els mascles poden assolir els 9,3 cm de longitud total.

## Distribució geogràfica
Es troba a Manipur (Índia).